# Orlando Romano
Orlando Romano (Tucumán, Argentina, 1972) es un escritor y periodista argentino, residente en Buenos Aires.

## Biografía
Ha trabajado como periodista gráfico freelance en diferentes periódicos y revistas, entre los cuales se destacan sus colaboraciones habituales en el Diario La Nación, desde 1998 hasta 2006. En la actualidad se desempeña como columnista en la revista Viceversa Magazine, de New York.
Su primer libro Cuentos de un minuto, fue el fruto de un Primer Premio de Narrativa obtenido en un certamen organizado por el Centro Argentino para el Desarrollo y Difusión de Autores Noveles (Caddan), en Buenos Aires. 
A partir de este logro, se dedica casi por completo, durante unos años, al nuevo género literario de la Microficción, o narrativa brevísima, área donde luego publicó dos volúmenes más:  Cápsulas Mínimas y  La ciudad de los amores breves (micro-historias de amor sobre mujeres). 
Tras el lanzamiento de La Ciudad de los amores breves, el Círculo de Lectores Mosaico, de Nueva York, adquiere la totalidad de los ejemplares para distribuirlos entre sus suscriptores de habla hispana en los Estados Unidos, precisamente para el 14 de febrero de 2012. 
En 2007 la Editorial mexicana Progreso, del Distrito Federal, publica su primera novela Juvenil, Perro-Diablo, basada en una leyenda del norte argentino, que se distribuyó con gran éxito y con el carácter de lectura recomendada en diversos establecimientos escolares de dicho país. A esta primera publicación le siguieron otras, destinadas al público infanto-juvenil, donde los temas que destacan son la amistad, el humor, la ternura, la importancia de la familia y el amor, siempre con un estilo literario que también atrapa a los adultos, por la profundidad de los temas y por una prosa que tiene la virtud de parecer simple.
Además, cuenta con una publicación donde cincuenta de los más destacados escritores argentinos dan testimonios acerca de sus lecturas preferidas Escritores Preferidos de nuestros Escritores. Según cuenta Romano, trabajar en esta compilación le permitió conocer de cerca la cocina de la escritura de aquellos escritores a los que podríamos denominar profesionales, e incorporar muchos de sus consejos y herramientas a la hora de dar vida a un libro.
En 2009 abandonó el periodismo para centrarse por completo en su labor literaria. Gran parte de su obra cuentística ha sido traducida al Inglés, Francés e Italiano, y la crítica especializada lo ubica entre los mejores escritores de narrativa breve en el mundo de habla hispana.
Durante el 2016 brindó charlas sobre literatura en escuelas y centros culturales.

## Libros infanto-juvenil
- Eclipse de gol. Progreso Editorial 2010. SA de CV. México DF.
- Amigo de fiel. Progreso Editorial 2010. México DF.
- A la sombra de sus raíces. Grupo Edelvives. Progreso Editorial 2014. SA de CV México

## Libro juveniles
- Perro-diablo.  Editorial Progreso, Colección Piel de Gallina. Distrito Federal, México, 2007
- El beso de los árboles. Progreso Editorial, México, 2011

## Libro adultos
- Cuentos de un minuto. Centro Argentino para el desarrollo y Difusión de Autores Noveles .Buenos Aires ( C.A.D.D.A.N.), Argentina 1999
- Cápsulas mínimas. Editorial Macedonia 2008. Bs. As. Argentina
- La ciudad de los amores breves.  Editorial La aguja de Buffon. Argentina 2011. Microrrelatos
- Lo que te conté en un otoño lejano. Micrópolis Editorial 2015

## Obra periodística
- Escritores preferidos de nuestros escritores. Desde la gente. Ediciones Instituto Movilizador de Fondos Cooperativos. 2007

## Antologías y participaciones
- Cuatro voces de la microficcion argentina.  Ediciones del IMFC Después de la gente 2009
- Antología del microrrelato argentino contemporáneo. Menoscuarto 2007
- La pluma y el bisturí. Catálogo 2008
- Velas al viento. Cuadernos del Vigía 2010